# 1. Damen-Basketball-Bundesliga 2023/24
Die 1. Damen-Basketball-Bundesliga 2023/24 war die 53. Spielzeit der höchsten deutschen Spielklasse im Basketball der Frauen. Die Hauptrunde begann am 30. September 2023 und endete nach 22 Spieltagen am 9. März 2024. Daran schloss sich die Finalrunde der acht bestplatzierten Teams um die Deutsche Meisterschaft an, die als Play-off-Serie ausgespielt wurde und bis zum 1. Mai 2024 dauerte.
Deutscher Meister wurde zum ersten Mal Alba Berlin, das sich in der Finalserie mit 3:2 Siegen gegen die Rutronik Stars Keltern durchsetzen konnten.
Das Pokalfinale gewannen die TK Hannover Luchse gegen die Eigners Angels Nördlingen und verteidigten somit ihren Titel vom Vorjahr.
Knapp drei Monate nach Saisonende verkündete die DBBL, dass durch den Teilnahmeverzicht der beiden Aufsteiger aus der 2. Bundesliga die beiden sportlichen Absteiger – BC Pharmaserv Marburg und Orthomol WINGS Leverkusen – auch in der kommenden Saison in der 1. Bundesliga spielen werden.

## Vereine
Aufgestiegen in die Bundesliga zu dieser Saison waren die Vereine medical instinct Veilchen BG 74 aus Göttingen und BBZ Opladen aus Leverkusen. Dabei traten die Spielerinnen der BBZ Opladen offiziell als Orthomol WINGS Leverkusen an.
| Verein                         | Stadt         | Halle                   | Kapazität | Spielzeiten | Debut-Saison |
| ------------------------------ | ------------- | ----------------------- | --------- | ----------- | ------------ |
| Alba Berlin                    | Berlin        | Sömmeringhalle          | 2.500     | 1           | 2022/23      |
| Eisvögel USC Freiburg          | Freiburg      | Universitäts-Sporthalle | 1.200     | 22          | 2000/01      |
| medical instinct Veilchen BG74 | Göttingen     | FKG-Halle               | 1.250     | 13          | 1971/72      |
| GISA LIONS MBC                 | Halle (Saale) | SWH.arena               | 1.200     | 21          | 1992/93      |
| TK Hannover Luchse             | Hannover      | Sporthalle Birkenstraße | 500       | 7           | 2016/17      |
| Herner TC                      | Herne         | Mont-Cenis-Gesamtschule | 500       | 15          | 2007/08      |
| Rutronik Stars Keltern         | Keltern       | Schulzentrum Dietlingen | 500       | 8           | 2015/16      |
| Orthomol WINGS Leverkusen      | Leverkusen    | WHG HALLE               |           | 1           | 2009/10      |
| BC Pharmaserv Marburg          | Marburg       | Georg-Gaßmann-Halle     | 1.000     | 31          | 1992/93      |
| Eigner Angels Nördlingen       | Nördlingen    | Hermann-Keßler-Halle    | 2.000     | 21          | 1997/98      |
| GiroLive-Panthers Osnabrück    | Osnabrück     | OSC-Halle A             | 800       | 15          | 1992/93      |
| Saarlouis Royals               | Saarlouis     | Stadtgartenhalle        | 2.200     | 26          | 1994/95      |

- Die Spalte Spielzeiten gibt die Anzahl der Spielzeiten des Vereins in der 1. DBBL bis zu dieser Saison an
- Die Spalte Debut-Saison zeigt die Saison, in der der Verein erstmalig in der 1. DBBL spielte

## Hauptrunde

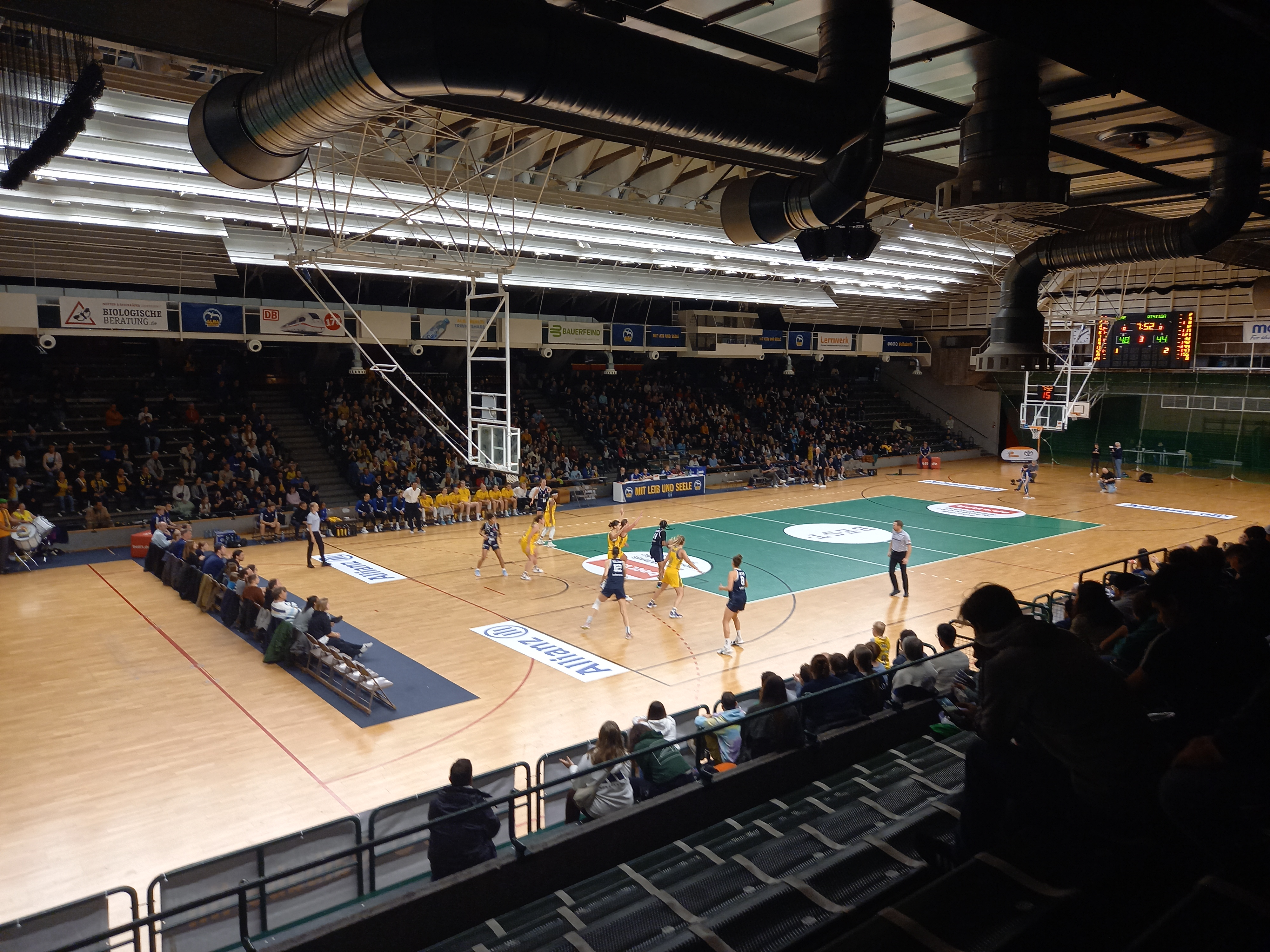
Spiel zwischen Alba und den Eisvögeln am 30. Oktober 2023.

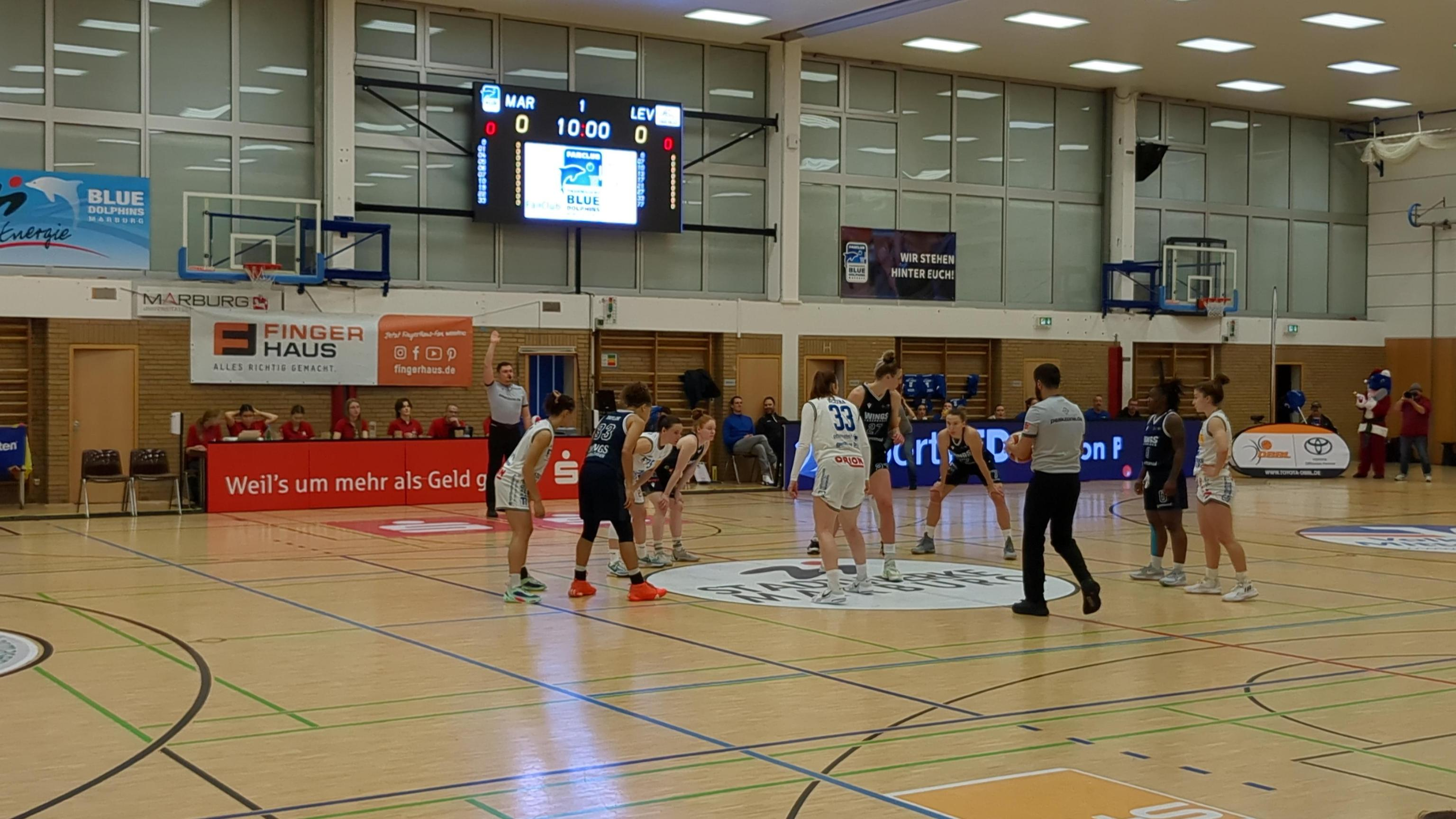
Sprungball zur Partie zwischen Marburg und Leverkusen am 23. Dezember 2023

Die Hauptrunde wurde vom 30. September 2023 bis zum 9. März 2024 in einer Doppelrunde – jedes Team trifft einmal in eigener Halle und einmal auswärts auf alle anderen Teams – mit insgesamt 22 Spielen für jedes Team ausgespielt.
Am letzten Spieltag der Hauptrunde unterlag der BC Pharmaserv Marburg dem USC Freiburg und rutschte damit letztendlich auf einen Abstiegsplatz ab. Exakt 31 Jahre, 172 Tage, 2 Stunden, 20 Minuten und 5 Sekunden nach dem Sprungball zum Auftakt dieser Bundesliga-Ära im Jahr 1992 hatte der dienstälteste Club seinen Platz im Oberhaus damit sportlich verloren.
Nach den 22 Spieltagen ergab sich folgende offizielle Abschlusstabelle der Hauptrunde:
| Pl. | Team                               | S  | N  | Punkte | Körbe       | Differenz |
| --- | ---------------------------------- | -- | -- | ------ | ----------- | --------- |
| 1.  | Alba Berlin 1                      | 19 | 3  | 38     | 1579 : 1347 | +232      |
| 2.  | Rutronik Stars Keltern (M)         | 19 | 3  | 38     | 1740 : 1409 | +331      |
| 3.  | TK Hannover Luchse (P)             | 15 | 7  | 30     | 1592 : 1394 | +198      |
| 4.  | GISA LIONS MBC 2                   | 13 | 9  | 26     | 1556 : 1561 | −5        |
| 5.  | Eigner Angels Nördlingen           | 13 | 9  | 26     | 1599 : 1539 | +60       |
| 6.  | GiroLive-Panthers Osnabrück        | 12 | 10 | 24     | 1558 : 1481 | +77       |
| 7.  | Eisvögel USC Freiburg              | 9  | 13 | 18     | 1559 : 1680 | −121      |
| 8.  | Saarlouis Royals                   | 8  | 14 | 16     | 1563 : 1619 | −56       |
| 9.  | Herner TC 3                        | 7  | 15 | 14     | 1500 : 1654 | −154      |
| 10. | medical instinct Veilchen BG74 (A) | 7  | 15 | 14     | 1429 : 1589 | −160      |
| 11. | BC Pharmaserv Marburg              | 6  | 16 | 12     | 1533 : 1627 | −94       |
| 12. | Orthomol WINGS Leverkusen (A)      | 4  | 18 | 8      | 1364 : 1672 | −308      |

Legende:
|  | = Playoffs (Plätze 1 bis 8)    |
|  | = Absteiger (Plätze 11 und 12) |

- Bei Punktgleichheit entscheidet der direkte Vergleich
- in Klammern: M = Meister der Vorsaison / P = Pokalsieger der Vorsaison / A = Aufsteiger zu dieser Saison

## Finalrunde
Die acht bestplatzierten Teams der Hauptrunde qualifizieren sich für die Finalrunde zur Deutschen Meisterschaft. Die Deutsche Meisterschaft wird in einer Play-off-Serie über Viertelfinale, Halbfinale und Finale (Best-of-Five) ausgespielt. Im Zusammenhang mit dem diesjährigen Playoff-Modus haben sich die Bundesligisten der Toyota 1. DBBL im Vergleich zur Vorsaison auf folgende Veränderungen verständigt:
- Einführung von Best-of-Five-Serien im Viertelfinale und Halbfinale (bisher „Best-Of-Three“-Serien),
- Einführung des Playoff-Rhythmus „2-2-1“ für alle Playoff-Runden (bedeutet: Heim-Heim-Auswärts-Auswärts-Heim aus Sicht des besser platzierten Teams der Hauptrunde mit Heimvorteil),
- Wegfall des Spiels um Platz 3: Die beiden im Halbfinale ausscheidenden Teams werden gleichermaßen auf Platz 3 geführt.

### Turnierbaum
| Viertelfinale (Best-of-Five) | Viertelfinale (Best-of-Five) | Viertelfinale (Best-of-Five) |   |                        | Halbfinale (Best-of-Five) | Halbfinale (Best-of-Five) | Halbfinale (Best-of-Five) |  |  | Finale (Best-of-Five) | Finale (Best-of-Five) | Finale (Best-of-Five) |
|                              |                              |                              |   |                        |                           |                           |                           |  |  |                       |                       |                       |
| 1                            | Alba Berlin                  | 3                            |   |                        |                           |                           |                           |  |  |                       |                       |                       |
| 8                            | Saarlouis Royals             | 0                            |   |                        |                           |                           |                           |  |  |                       |                       |                       |
|                              |                              |                              | 1 | Alba Berlin            | 3                         |                           |                           |  |  |                       |                       |                       |
|                              |                              |                              |   | 4                      | GISA LIONS MBC            | 0                         |                           |  |  |                       |                       |                       |
| 4                            | GISA LIONS MBC               | 3                            |   |                        |                           |                           |                           |  |  |                       |                       |                       |
| 5                            | Eigner Angels Nördlingen     | 1                            |   |                        |                           |                           |                           |  |  |                       |                       |                       |
|                              |                              |                              | 1 | Alba Berlin            | 3                         |                           |                           |  |  |                       |                       |                       |
|                              |                              |                              |   | 2                      | Rutronik Stars Keltern    | 2                         |                           |  |  |                       |                       |                       |
| 2                            | Rutronik Stars Keltern       | 3                            |   |                        |                           |                           |                           |  |  |                       |                       |                       |
| 7                            | Eisvögel USC Freiburg        | 0                            |   |                        |                           |                           |                           |  |  |                       |                       |                       |
|                              |                              |                              | 2 | Rutronik Stars Keltern | 3                         |                           |                           |  |  |                       |                       |                       |
|                              |                              |                              |   | 3                      | TK Hannover Luchse        | 2                         |                           |  |  |                       |                       |                       |
| 3                            | TK Hannover Luchse           | 3                            |   |                        |                           |                           |                           |  |  |                       |                       |                       |
| 6                            | GiroLive-Panthers Osnabrück  | 2                            |   |                        |                           |                           |                           |  |  |                       |                       |                       |
|                              |                              |                              |   |                        |                           |                           |                           |  |  |                       |                       |                       |

### Viertelfinale
Die Viertelfinal-Partien der Saison 2023/24 wurden vom 22. März bis zum 1. April 2024 ausgetragen. Über die volle Distanz von fünf Partien mussten die TK Hannover Luchse und GiroLive Panthers Osnabrück gehen.
| Datum      |                        | Ergebnis     |                             | Siege |
| ---------- | ---------------------- | ------------ | --------------------------- | ----- |
| 22.03.2024 | Rutronik Stars Keltern | 99 : 76      | Eisvögel USC Freiburg       | 1:0   |
| 22.03.2024 | TK Hannover Luchse     | 63 : 69      | GiroLive-Panthers Osnabrück | 0:1   |
| 22.03.2024 | GISA LIONS MBC         | 87 : 74      | Eigner Angels Nördlingen    | 1:0   |
| 22.03.2024 | Alba Berlin            | 87 : 78 (OT) | Saarlouis Royals            | 1:0   |

| Datum      |                        | Ergebnis |                             | Siege |
| ---------- | ---------------------- | -------- | --------------------------- | ----- |
| 24.03.2024 | Alba Berlin            | 65 : 47  | Saarlouis Royals            | 2:0   |
| 24.03.2024 | GISA LIONS MBC         | 88 : 79  | Eigner Angels Nördlingen    | 2:0   |
| 24.03.2024 | Rutronik Stars Keltern | 79 : 60  | Eisvögel USC Freiburg       | 2:0   |
| 24.03.2024 | TK Hannover Luchse     | 65 : 55  | GiroLive-Panthers Osnabrück | 1:1   |

| Datum      |                             | Ergebnis |                        | Siege |
| ---------- | --------------------------- | -------- | ---------------------- | ----- |
| 28.03.2024 | Eigner Angels Nördlingen    | 76 : 64  | GISA LIONS MBC         | 1:2   |
| 28.03.2024 | Eisvögel USC Freiburg       | 68 : 82  | Rutronik Stars Keltern | 0:3   |
| 28.03.2024 | Saarlouis Royals            | 63 : 71  | Alba Berlin            | 0:3   |
| 28.03.2024 | GiroLive-Panthers Osnabrück | 76 : 82  | TK Hannover Luchse     | 1:2   |

| Datum      |                             | Ergebnis |                    | Siege |
| ---------- | --------------------------- | -------- | ------------------ | ----- |
| 30.03.2024 | GiroLive-Panthers Osnabrück | 76 : 74  | TK Hannover Luchse | 2:2   |
| 30.03.2024 | Eigner Angels Nördlingen    | 65 : 100 | GISA LIONS MBC     | 1:3   |

| Datum      |                    | Ergebnis |                             | Siege |
| ---------- | ------------------ | -------- | --------------------------- | ----- |
| 01.04.2024 | TK Hannover Luchse | 71 : 53  | GiroLive-Panthers Osnabrück | 3:2   |

### Halbfinale
| Datum      |                        | Ergebnis |                    | Siege |
| ---------- | ---------------------- | -------- | ------------------ | ----- |
| 05.04.2024 | Alba Berlin            | 98 : 58  | GISA LIONS MBC     | 1:0   |
| 05.04.2024 | Rutronik Stars Keltern | 80 : 58  | TK Hannover Luchse | 1:0   |
| 07.04.2024 | Rutronik Stars Keltern | 60 : 58  | TK Hannover Luchse | 2:0   |

| Datum      |                    | Ergebnis |                        | Siege |
| ---------- | ------------------ | -------- | ---------------------- | ----- |
| 12.04.2024 | TK Hannover Luchse | 73 : 62  | Rutronik Stars Keltern | 1:2   |
| 12.04.2024 | Alba Berlin        | 65 : 56  | GISA LIONS MBC         | 2:0   |
| 14.04.2024 | TK Hannover Luchse | 64 : 59  | Rutronik Stars Keltern | 2:2   |
| 14.04.2024 | GISA LIONS MBC     | 65 : 68  | Alba Berlin            | 0:3   |

| Datum      |                        | Ergebnis |                    | Siege |
| ---------- | ---------------------- | -------- | ------------------ | ----- |
| 16.04.2024 | Rutronik Stars Keltern | 69 : 51  | TK Hannover Luchse | 3:2   |

### Finale
Nachdem beide Teams sich zum Start der Finalserie in Berlin jeweils einen klaren Sieg geschenkt hatten, lieferten sie sich danach in Keltern zwei Duelle auf Augenhöhe mit erneut jeweils einem Sieg.
Im fünften und alles entscheidenden Spiel lieferten die Berlinerinnen dann bereits in ihrer zweiten Bundesliga-Spielzeit ihr Meisterinnenstück ab und machten mit einem Heimsieg in der ausverkauften Sömmeringhalle vor 2.400 Zuschauern die erste Deutsche Meisterschaft klar. Daneben wurde Berlins Spielmacherin Deeshyra Thomas als Finals-MVP für die wertvollste Spielerin (engl.: Most Valuable Player) der Finalserie ausgezeichnet.
| Datum      |                        | Ergebnis |                        | Siege |
| ---------- | ---------------------- | -------- | ---------------------- | ----- |
| 19.04.2024 | Alba Berlin            | 69 : 49  | Rutronik Stars Keltern | 1:0   |
| 21.04.2024 | Alba Berlin            | 47 : 68  | Rutronik Stars Keltern | 1:1   |
| 26.04.2024 | Rutronik Stars Keltern | 53 : 56  | Alba Berlin            | 1:2   |
| 28.04.2024 | Rutronik Stars Keltern | 64 : 55  | Alba Berlin            | 2:2   |
| 01.05.2024 | Alba Berlin            | 68 : 53  | Rutronik Stars Keltern | 3:2   |

## DBBL-Pokal
Parallel zur Hauptrunde wurde der DBBL-Pokal in der Saison 2023/24 im bekannten Format ausgetragen. Das TOP4-Finalturnier fand wie gewohnt nach Abschluss der Hauptrunde und vor dem Beginn der Playoffs am Wochenende 16./17. März 2024 statt und wurde diesmal in Saarlouis ausgerichtet. Der Titelverteidiger – die TK Hannover Luchse – sowie ALBA Berlin, die Eigner Angels Nördlingen und die Saarlouis Royals setzten sich in ihren Viertelfinal-Partien am 10. Januar 2024 jeweils auswärts durch und qualifizierten sich damit für das TOP4-Finalturnier.
Im ersten Halbfinale des TOP4-Finalturniers setzten sich die Eigner Angels Nördlingen knapp mit 80:77 gegen die Gastgeberinnen der Saarlouis Royals durch und standen damit nach 2011 das erste Mal wieder im Pokalfinale. Im zweiten Halbfinalspiel gewannen die Titelverteidigerinnen aus Hannover überraschend deutlich mit 73:46 gegen ALBA Berlin.
Am Sonntag, 17. März 2024 gewann dann zuerst ALBA Berlin mit 83:69 über die Saarlouis Royals das kleine Finale um den dritten Platz. Im anschließend ausgetragenen Endspiel um den DBBL-Pokal 2023/24 konnten die TK Hannover Luchse ihren Titel als Deutsche Pokalsiegerinnen mit einem bis zur Schlusssekunde hochspannenden 73:72 Finalsieg gegen die Eigners Angels Nördlingen verteidigen.